# Schloss Stainz

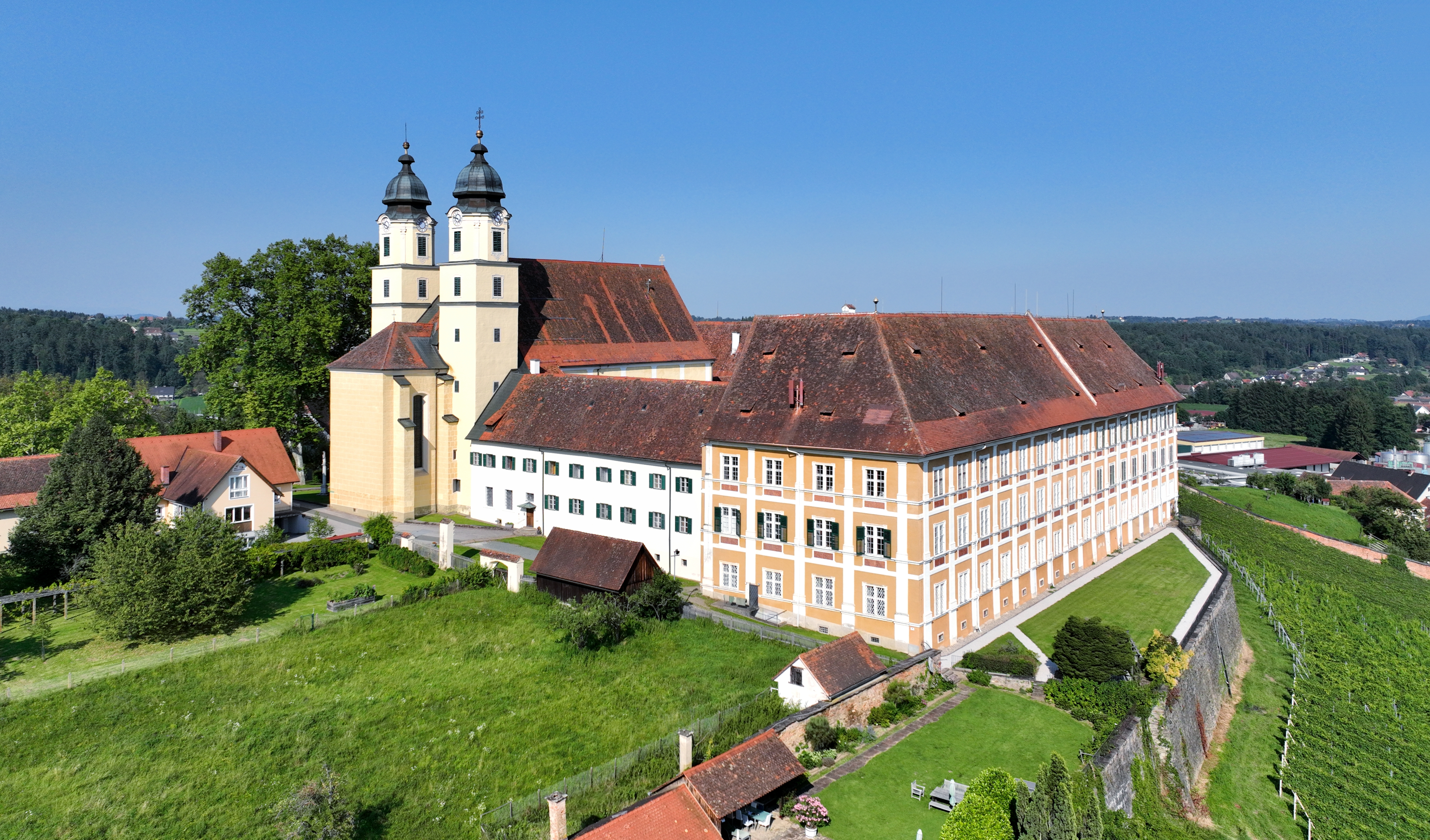
Schloss Stainz

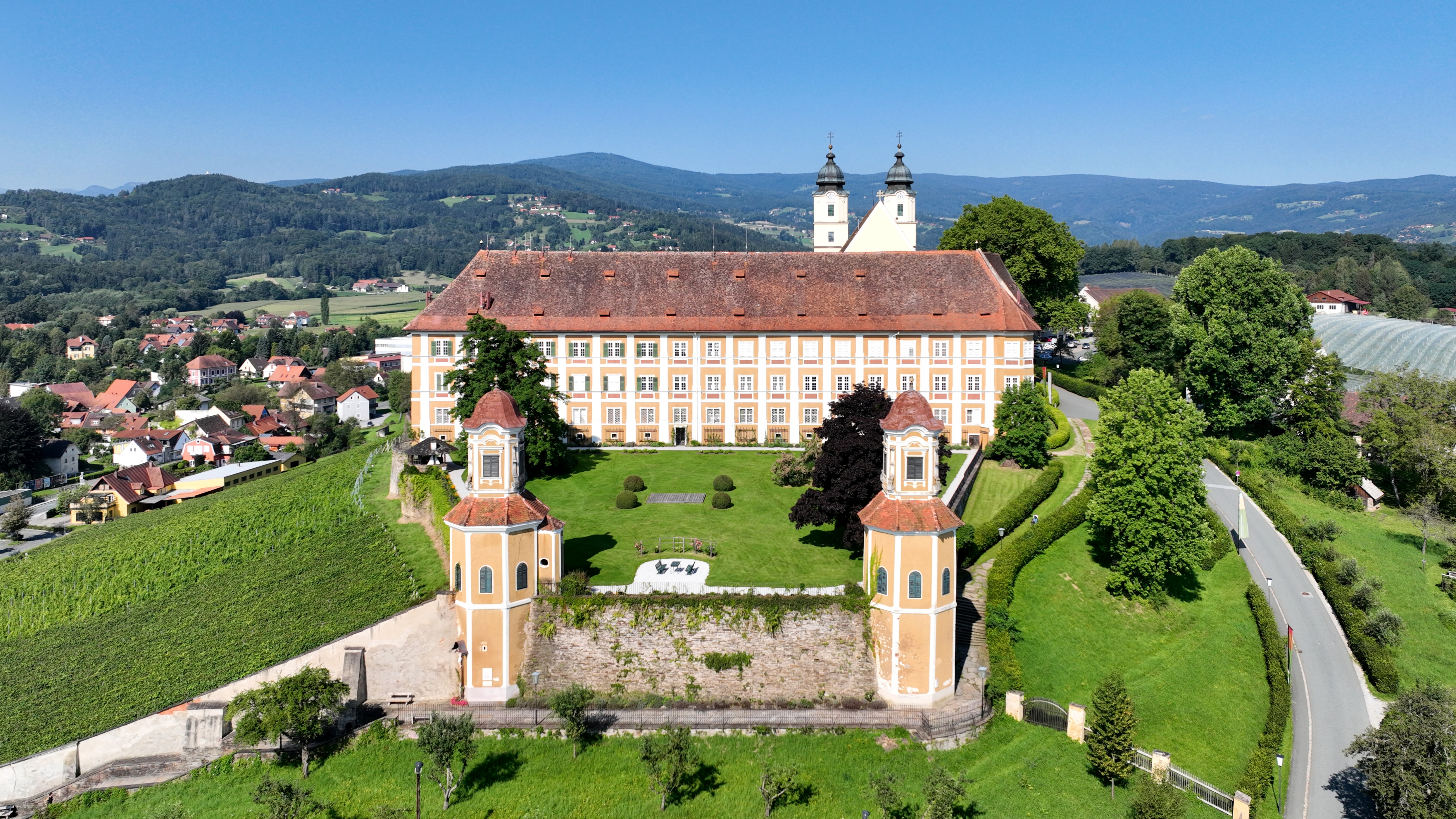
Ostansicht des Schlosses Stainz mit Gartenterrasse

Schloss Stainz ist ein ehemaliges Augustiner-Chorherrenstift (CanReg) und heutiges Schloss in Stainz in der Steiermark, Österreich. Heute ist das barocke Schloss im Familienbesitz der Grafen von Meran. Das Schloss und seine Nebengebäude stehen unter Denkmalschutz (Listeneintrag).

## Geschichte

### Stift Stainz
Das Augustiner-Chorherren-Stift Stainz entstand, als Leuthold von Wildon, damals Grundherr von Stainz, am Schlossberg 1229 ein Kloster und eine kleine Kirche errichten ließ. Das Kloster wurde mit Chorherren aus Seckau besiedelt. Das Stift erlebte im 16. Jahrhundert seine Blütezeit 1596–1629 unter dem Propst Jakob Rosolenz. Dieser reorganisierte das Kloster und begann mit dem Ausbau der damals vernachlässigten Kirche – sie wurde 1605–1629 vergrößert und erhielt später eine barocke Innenausstattung mit reichhaltiger Stuckdekoration. In dieser Zeit wurde der Haupteingang der Kirche, der sich bis dahin an der Westseite zwischen den Türmen befand, an die Ostseite, in den Innenhof des damaligen Klosters verlegt. Seit dieser Zeit befindet sich zwischen den Türmen kein Portal mehr, sondern nur mehr eine schmucklose Apsis ohne Fenster und ohne Eingang. Die Kirche wurde um 1600, nach dem Abbruch der damaligen St. Jakobs-Kirche im Markt Stainz auch Pfarrkirche von Stainz. Weitere Um- und Ausbauten der Klosteranlage erfolgten 1667–1683 unter Propst Georg Jöchlinger und 1683–1704 unter Propst Johann Bernhard von Paumgarten. Einer der Baumeister war Domenico Orsolino. Die reiche Stuck- und Freskendekoration der Kirche stammt aus der Zeit nach 1680.

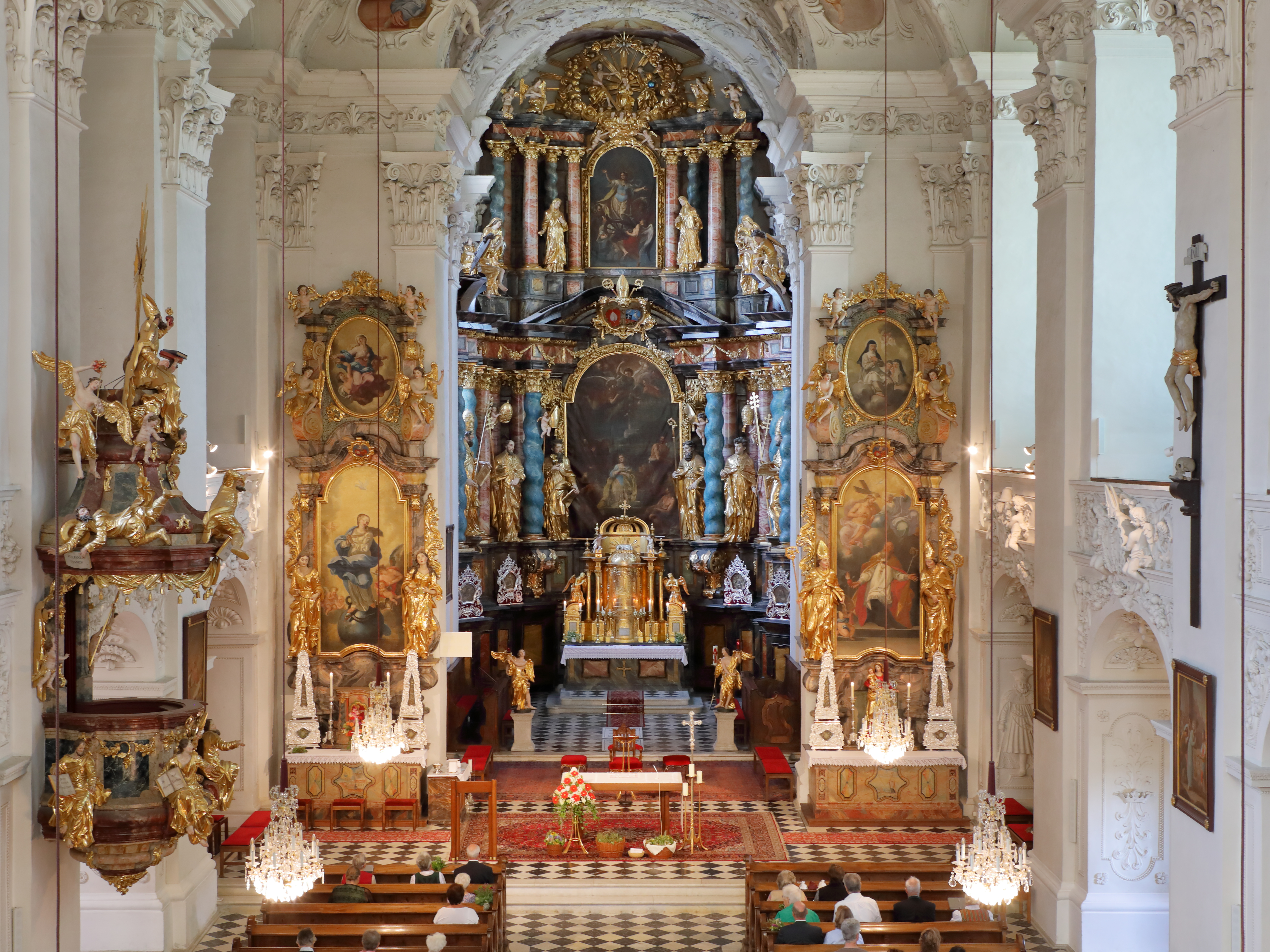
Der Hochaltar der Pfarrkirche Stainz

Der zweistöckig aufgebaute große Hochaltar wurde 1695 geweiht. Reste der mittelalterlichen Anlage sind in den Türmen der Kirche und im Westtrakt des Stiftsgebäudes erhalten. Ein Wappengrabstein des Stifters der Anlage, Leuthold von Wildon (gestorben 1249) wird in die Zeit der Zweihundertjahrfeier des Klosters um 1448 datiert. Die Orgel, die um 1980 restauriert wurde, zählt zu den größten und wohlklingendsten der Steiermark.

## Pröpste von Stift Stainz
Die folgenden Personen waren Pröpste des Stiftes Stainz:
- Jakob Rosolenz (1596–1629)
- Georg Siegfried Freiherr von Jöchlingen (1666–1683)
- Johann Bernhard Freiherr von Paumgarten (1683–1704)
- Christoph Horatius Carminelli (1704–1724)
- Armand Freiherr von Paumgarten (1724–1748)
- Johann Anton de Angelis (1748–1782)

### Schloss Stainz

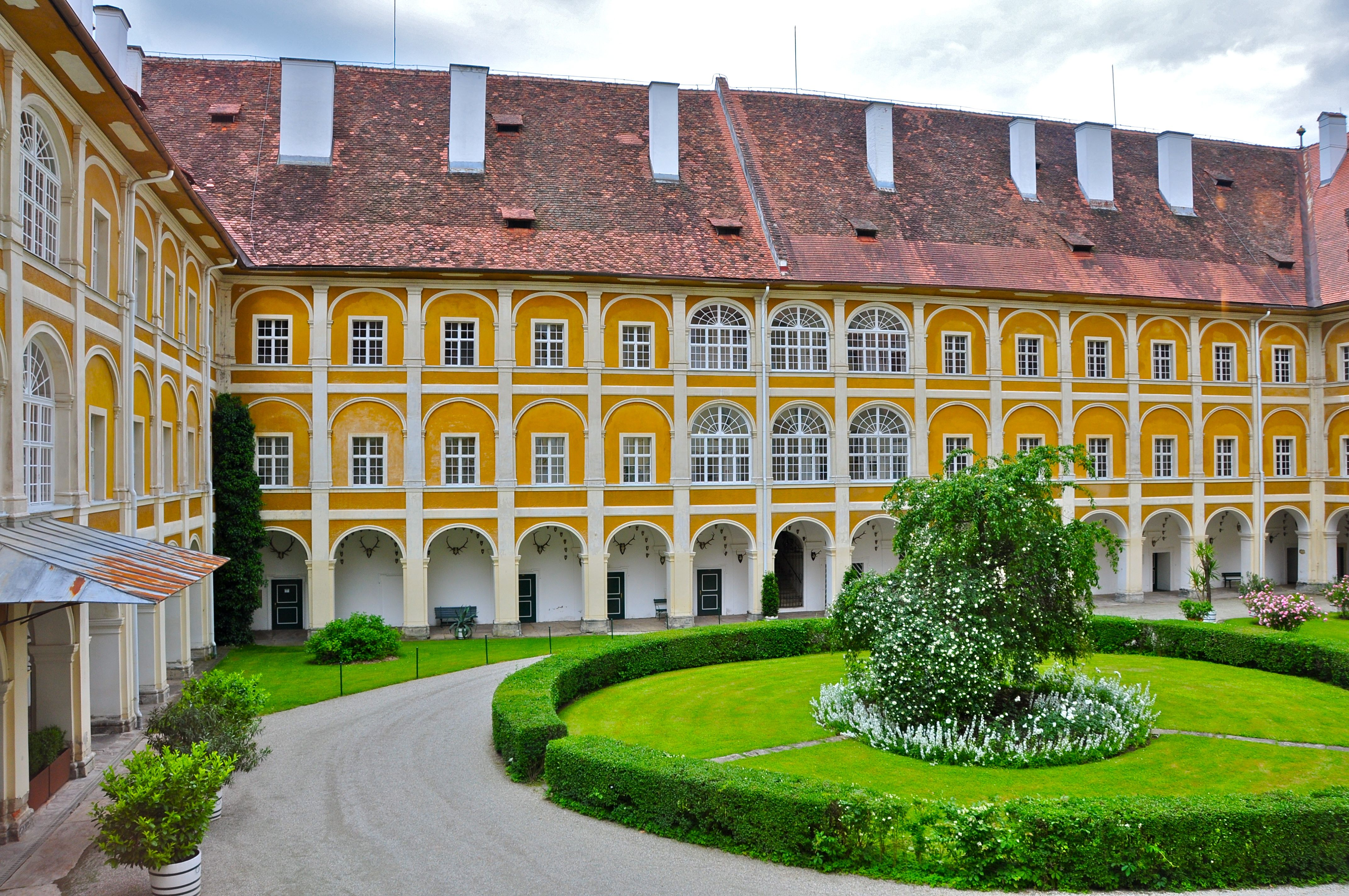
Arkadenhof des Chorherrenstifts

Unter Kaiser Joseph II. wurde im Jahre 1785 das Augustinerchorherrenstift aufgehoben. Erzherzog Johann, ein Sohn Kaiser Leopolds II., erwarb die Herrschaft 1840. Nach seinem Tod blieb das Schloss Stainz im Familienbesitz seiner Nachkommen, der Grafen von Meran.
Die Marienstatue am Nebeneingang der Pfarrkirche an deren Nordseite wurde 1905 von der Stainzer Frauenschaft gespendet. Sie war die Vorgängerin der Marienstatue auf dem Hauptplatz von Stainz und war nach der Errichtung der neuen Anlage im Wirtschaftshof aufbewahrt. Danach wurde sie bei der Kirche aufgestellt. Eine Renovierung erfolgte in den Jahren 2010 bis 2011.

### Heutige Nutzung
Neben Wohnräumen der Besitzer befinden sich im Schloss das Jagdmuseum und das Landwirtschaftsmuseum, die beide zum steirischen Universalmuseum Joanneum gehören. Der Schwerpunkt der Sammlung liegt auf dem bäuerlichen Arbeitsgerät und dem Hausrat auf dem Land. Die Ausstellung zeigt die verschiedenen Zweige der Landwirtschaft. Am 16. September 2006 wurde das auch zum Joanneum gehörende Jagdmuseum eröffnet. Teile des Schlosses, wie zum Beispiel der Schlosshof, der Schlosskeller, die Arkaden und die Schlossterrasse werden auch für Veranstaltungen vermietet.
Im Mai 2024 fand die Eröffnung des Erzherzog-Johann-Museums statt, welches auf einer Ausstellungsfläche von ca. 650 m² das Leben seines Stifter thematisiert.